# 艾未未：道歉你妹
《艾未未：道歉你妹》（英語：Ai Weiwei: Never Sorry，台湾译作“艾未未：草泥马”）是一部由美国纪录片导演艾莉森·克莱曼（Alison Klayman）执导的2012年纪录片，记录了中华人民共和国艺术家和社会活动家艾未未在中国的活动与经历。

## 背景
2008年12月，克莱曼第一次在北京见到艾未未，当时她住在中国为美国的PBS Frontline、全国公共广播电台和美联社电视拍摄视频。她为艾未未在北京三影堂摄影艺术中心展出的“纽约照片 1983-1993”拍摄了一个短片。

## 情节
影片讲述了艾未未从遇到克莱曼至2011年6月其被中国政府释放的经历。期间记录了艾未未在2009年9月在慕尼黑艺术之家的展出和翌年在伦敦泰特现代艺术馆的一亿颗陶瓷瓜子的展出。影片展现了艾未未在成都遭到警方殴打，上海马陆工作室被中国政府夷为平地，2011年4月其在北京首都机场被扣押等事件。艾的兄长、母亲、妻子等接受采访。展现了艾未未作为建筑师、摄影师、概念艺术家、社会评论家和博主生涯的历程。

## 评价
影片获得了积极的反响，其在烂番茄的新鲜度为97%。纽约时报评论员曼诺拉·达吉斯称影片“激励人心”。纪录片主角艾未未称其“平淡而直接”，“它不为宣传任何东西。它只是展现出了发生过的某事的真相。”

### 奖项
影片在2012年圣丹斯电影节上获"评委会特别奖"。其也在2012年4月26日举行的加拿大国际纪录片电影节上放映。在2012年伦敦举行的Passion For Freedom Festival的开幕式上影片获特别奖，并入选PFF电影节的放映作品。

### 抵制
2012年6月，在谢菲尔德国际纪录片电影节开幕前一天，中国驻英大使馆要求英方撤下该影片，但遭到英方拒绝。后中国代表团宣布“因为访问欧洲的人数有限”而退出电影节。但在一些非正式的交谈中，中方表示电影节节目单上的几部纪录片才是真正惹恼中国政府的理由。